# Baron Swinfen

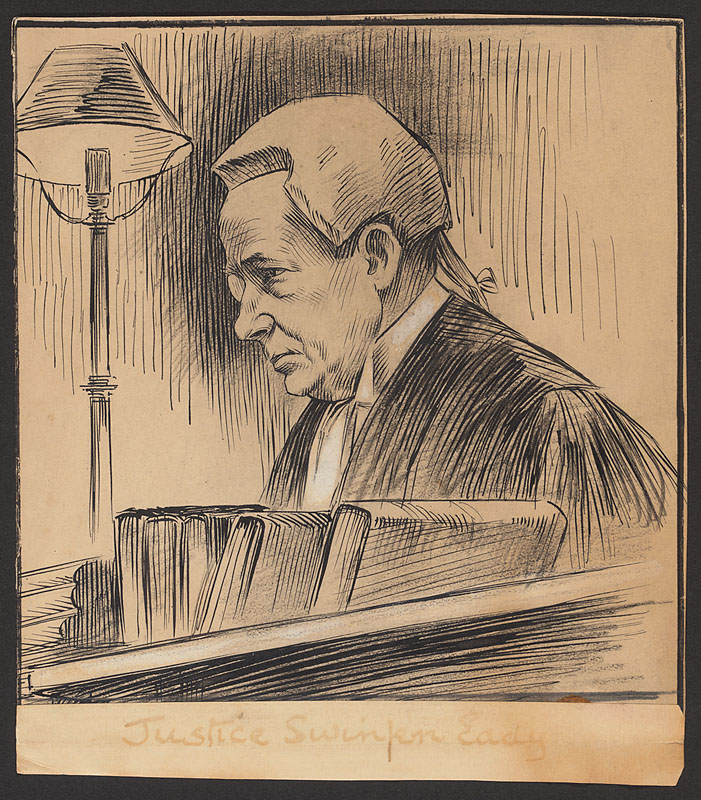
Charles Swinfen Eady, 1. Baron Swinfen

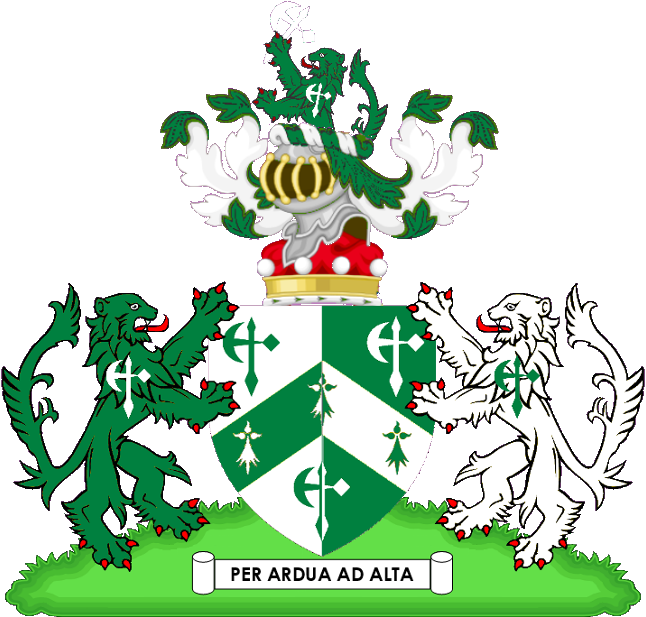
Wappen der Barone Swinfen

Baron Swinfen, of Chertsey in the County of Surrey, ist ein erblicher britischer Adelstitel in der Peerage of the United Kingdom.

## Verleihung
Der Titel wurde am 1. November 1919 dem Juristen Sir Charles Swinfen Eady verliehen, anlässlich seines Dienstendes als Master of the Rolls.
Heutiger Titelinhaber ist dessen Urenkel Charles Swinfen Eady als 4. Baron.

## Liste der Barone Swinfen (1919)
- Charles Eady, 1. Baron Swinfen (1851–1919)
- Charles Eady, 2. Baron Swinfen (1904–1977)
- Roger Eady, 3. Baron Swinfen (1938–2022)
- Charles Eady, 4. Baron Swinfen  (* 1971)

Aktuell existiert kein Titelerbe.